# Michele Pasinato
Michele Pasinato (Cittadella, 13 marzo 1969 – Padova, 8 aprile 2021) è stato un pallavolista e allenatore di pallavolo italiano, di ruolo opposto.

## Carriera

### Giocatore
È tuttora il primatista di punti segnati nella regular season della massima serie del campionato italiano (7 031 punti in 280 partite, con oltre 300 punti in più del secondo in classifica). Nella classifica dei migliori per media punti per partita tra i top scorer del campionato italiano di A1 è secondo dietro al solo Andrea Zorzi. Nei play-off giocò poco (a causa della sua militanza in formazioni non di primo piano), solo 17 partite con ben 408 punti realizzati. Complessivamente realizzò 7 439 punti in 297 partite, meritandosi la sesta posizione in classifica generale; tra tutti fu comunque il secondo per media punti per partita dopo Zorzi.
Fece parte della nazionale italiana (in cui ha giocato 256 volte), assurgendo tra i protagonisti della squadra del secolo con cui partecipò ai Giochi Olimpici di Barcellona 1992, ai mondiali di Tokyo 1998 (vincendo l'oro) e agli europei di Turku 1993 (oro) e Atene 1995 (oro).
A livello di club invece il suo palmarès fu meno ricco poiché militò a lungo in una società come il Petrarca di Padova, non facente parte delle grandi potenze pallavolistiche dell'epoca: in campionato raggiunse una sola semifinale play-off nella stagione 1989-1990, ma vinse una Coppa CEV nel 1994 con la squadra veneta.

### Dopo il ritiro
Al termine dell'attività agonistica rimase nei ranghi del Petrarca divenendo allenatore nelle giovanili del club.
È morto nell'aprile 2021, all'età di 52 anni, per una grave malattia.

## Palmarès

### Club
- Coppa CEV: 1

Petrarca: 1993-1994